# Alessandro Ardente
Alessandro Ardente  (né à Faenza à une date inconnue - mort le 20 août 1595), est un peintre italien portraitiste de la fin de la Renaissance qui a été actif à Turin et à Lucques au XVIe siècle.

## Œuvres
- Conversion de saint Paul, église de Monte della Pietà, Turin.
- Baptême du Christ, église San Giovanni,
- Saint Antoine abbé (1565), église San Paolino,  Lucques.